# Leli Fabri
Leli Fabri (16 dicembre 1952) è un ex calciatore maltese, di ruolo centrocampista.

## Carriera

### Nazionale
Ha collezionato ventinove presenze con la propria Nazionale.

## Palmarès

### Individuale
- Calciatore maltese dell'anno: 1

1980-1981